# البرتو، لابلین ویوودشیپ
البرتو، لابلین ویوودشیپ (به لاتین: Albertów, Lublin Voivodeship) یک منطقهٔ مسکونی در لهستان است که در Gmina Puchaczów واقع شده‌است.